# Post-bop
A post-bop elnevezés alatt jazz-zenét játszó kiszenekarokat értünk. A stílus a hatvanas évek elején nyerte el végleges formáját olyan zenészek és zenekarvezetők által, mint John Coltrane, Miles Davis, Bill Evans, Charles Mingus, Wayne Shorter és Herbie Hancock. A post-bopra egyaránt hatással volt a hard bop, a modális jazz, az avant-garde jazz és a free jazz, de nem mondható el, hogy ezek közül bármelyikkel is azonosulna, vagy ellenkezne. A post-bop viszonylag újabb fogalom, így (a northern soullal egyetemben) saját időszakában nem használták.
A legtöbb "post-bop" lemez a Blue Note Records nevű kiadónál készült. A műfaj kulcsalbumai: Speak No Evil (Wayne Shorter), The Real McCoy (McCoy Tyner), Out to Lunch (Eric Dolphy), Miles Smiles (Miles Davis), Maiden Voyage (Herbie Hancock), Search for the New Land (Lee Morgan). Sok post-bop zenész dolgozott egyéb műfajokban is, főleg kései hard bopban.
A hetvenes évek elején számos vezető post-bop egyéniség a fúziós jazz irányába indult.

## Post-bop művészek részleges listája
- Gilad Atzmon
- Terence Blanchard
- Carla Bley
- Ron Carter
- Tony Williams
- Chick Corea
- Andrew Cyrille
- Miles Davis
- Eldar Djangirov
- Eric Dolphy
- Antonio Farao
- Charlie Haden
- Jim Hall
- Herbie Hancock
- Joe Henderson
- Conrad Herwig
- Deborah Henson-Conant - a kilencvenes években
- Andrew Hill
- Freddie Hubbard
- Bobby Hutcherson
- Milt Jackson
- Keith Jarrett
- Howard Johnson
- Rahsaan Roland Kirk
- Harold Land
- Wilbur Little
- Joe Lovano
- Cecil McBee
- Branford Marsalis
- Wynton Marsalis
- Pat Metheny
- Charles Mingus
- Lewis Nash
- Ónisi Dzsunko
- Art Pepper- a hetvenes években
- Joshua Redman
- Sonny Rollins
- Woody Shaw
- Wayne Shorter
- McCoy Tyner
- Mal Waldron
- Phil Woods
- Kenny Garrett
- Ira Sullivan

## Külső hivatkozások
- Indie jazz cikk a post-bopról
- Rhapsody.com Archiválva 2008. február 9-i dátummal a Wayback Machine-ben

## Fordítás
Ez a szócikk részben vagy egészben  a   Post-bop című angol Wikipédia-szócikk fordításán alapul.  Az eredeti cikk szerkesztőit annak laptörténete sorolja fel. Ez a jelzés csupán a megfogalmazás eredetét és a szerzői jogokat jelzi, nem szolgál a cikkben szereplő információk forrásmegjelöléseként.